# Joe McCarthy (rugby à XV)
Pour les articles homonymes, voir McCarthy.

a Compétitions nationales et continentales officielles uniquement.

b Matchs officiels uniquement.
Dernière mise à jour le 6 août 2025.
Joe McCarthy, né le 26 mars 2001 à Manhattan (arrondissement de New York, États-Unis), est un joueur international irlandais de rugby à XV. Il évolue au poste de deuxième ligne au sein de l'effectif du Leinster en United Rugby Championship.
Son frère cadet, Paddy McCarthy, est également un joueur professionnel de rugby à XV.

## Biographie

### Jeunesse et formation
Joe McCarthy naît à Manhattan, New York, aux États-Unis de parents irlandais, son père étant muté là-bas pour son travail,.
Par la suite, lui et sa famille rentre en Irlande à Dublin. Il joue au rugby à XV au sein des établissements scolaire de Willow Park School, Blackrock College (en) et du Trinity College,. Au sein du Trinity College, il fait des études de commerce international et il joue pour le Dublin University FC, le club de rugby de l'établissement,.
Début 2020, il est sélectionné avec l'équipe d'Irlande des moins de 20 ans dans le cadre du Tournoi des Six Nations des moins de 20 ans. Il participe aux trois premières journées en tant que remplaçant, avant que la compétition ne soit annulée en raison de la pandémie de Covid-19,. Il ne participe pas à l'édition suivante en raison d'une blessure aux ischio-jambiers.
Pour les saisons 2020-2021, puis 2021-2022, il est nommé dans l'effectif de l'Academy (centre de formation) du Leinster.

### Début de carrière professionnelle prometteur (2022-2023)
Joe McCarthy est retenu pour la première fois avec l'équipe senior du Leinster en janvier 2022 dans le cadre de la onzième journée de la saison 2021-2022 du United Rugby Championship (URC) face à Cardiff Rugby où il est titularisé et associé à Devin Toner en deuxième ligne. Quatre mois plus tard, il fait ses débuts en Coupe d'Europe lors du quart de finale contre les Leicester Tigers, puis participe à la demi-finale victorieuse contre le Stade toulousain et est également présent sur la feuille de match pour la finale perdue contre le Stade rochelais, il est remplaçant lors de ces trois rencontres. Une semaine après la finale, il inscrit son premier essai professionnel lors d'une rencontre d'URC contre les Glasgow Warriors. Pour sa première saison professionnelle, il dispute un total de onze rencontres pour huit titularisations et inscrit un essai. En juin, il est sélectionné avec l'équipe d'Irlande pour la première fois afin de participer à la tournée estivale en Nouvelle-Zélande contre les All Blacks. Cependant, il ne dispute pas de rencontres contre ces derniers alors que les Irlandais remportent la série pour la première fois de leur histoire en Nouvelle-Zélande, gagnant deux des trois tests. Pendant la tournée, il joue toutefois deux rencontres non officielles contre les Māori de Nouvelle-Zélande, où il est titulaire, associé à Kieran Treadwell, lors des deux matchs et connaît une défaite, puis la victoire lors du deuxième match.
En septembre 2022, il fait partie d'un groupe de 35 sélectionnés avec l'Emerging Ireland (en), une sélection nationale mise en place pour apporter de l'expérience aux jeunes Irlandais, pour une tournée en Afrique du Sud dans le cadre du Toyota Challenge (en). Il dispute deux des trois rencontres avec cette sélection,. Durant le mois d'octobre, il est sélectionné pour les test matchs de novembre dans le groupe de l'équipe d'Irlande A (en) (équipe réserve irlandaise également nommée Ireland Wolfhounds). Début novembre, il dispute une rencontre avec cette équipe face aux All Blacks XV (en) (équipe réserve de la Nouvelle-Zélande), il est titulaire mais l'Irlande A s'incline 47 à 19. Toujours en novembre, il est également sélectionné pour la tournée d'automne avec l'Irlande. Il dispute sa première rencontre internationale face à l'Australie lors de ce mois où il remplace Tadhg Beirne. Début janvier 2023, il est convoqué par Andy Farrell, pour disputer le Tournoi des Six Nations. Il ne prend part à aucune des deux premières rencontres et déclare ensuite forfait avant la troisième journée pour le reste de la compétition,. L'Irlande remporte la compétition en réalisant le Grand Chelem. Il fait son retour début mai pour disputer les phases finales de l'URC face aux Sharks,, puis contre le Munster où sa province se fait éliminer en demi-finale malgré un essai de sa part. Cette saison-là, il dispute un total de huit rencontres, dont trois comme titulaire, et inscrit un essai avec le Leinster. Toujours en mai, il est retenu dans la pré-liste irlandaise pour préparer la Coupe du monde 2023.
Début août suivant, il est titularisé pour la première fois en sélection face à l'Italie où il est associé à Iain Henderson, puis il dispute une seconde rencontre de préparation contre l'Angleterre, avant d'être retenu dans le groupe définitif des 33 joueurs sélectionnés pour la Coupe du monde en France. Pendant la compétition, il est aligné pour la première journée de la poule B face à la Roumanie en tant que titulaire, à cette occasion il inscrit son premier essai international et contribue à la large victoire 82-8 de l'Irlande. Il participe à son deuxième match dans la compétition lors de l'élimination en quart de finale contre la Nouvelle-Zélande, en tant que remplaçant, lui et les siens s'inclinent 28 à 24 dans un match âprement disputé, mettant fin à leur série de dix-sept victoires consécutives.

### Titulaire avec l'Irlande et le Leinster, participation à la tournée des Lions (depuis 2023)
De retour de la Coupe du monde, Joe McCarthy s'impose comme un titulaire au Leinster en débutant huit des neuf matchs qu'il dispute lors de la première partie de saison, il inscrit également son premier essai en Champions Cup. En janvier 2024, il est sélectionné pour le Tournoi des Six Nations. Lors du premier match contre la France, il est titularisé pour la première fois dans le Tournoi et est notamment préféré à James Ryan qui prend place sur le banc. Pour cette rencontre, il réalise une très bonne performance et est nommé homme du match, contribuant au large succès 38 à 17 des siens,. La semaine suivante, de nouveau titulaire, il délivre encore une bonne partie lors de la victoire 36 à 0 de l'Irlande contre l'Italie,. Titulaire pendant l'intégralité de la compétition, qui est remportée par sa sélection, il continue ses bonnes performances et est nommé dans l'équipe-type de la compétition. Par la suite, avec le Leinster, il dispute une nouvelle finale de Champions Cup, face au Stade toulousain, où ils sont défaits avec ses coéquipiers. À l'issue de la saison, il est convoqué en équipe d'Irlande pour la tournée estivale. Il dispute les deux test matchs contre l'Afrique du Sud en tant que titulaire.
En début de saison 2024-2025, il subit une blessure aux ischio-jambiers mais il est opérationnel pour les test matchs d'automne avec l'équipe d'Irlande, où il est titulaire durant les quatre rencontres. Fin janvier 2025, il est forfait pour le début du Tournoi des Six Nations à cause d'un coup reçu à la tête. De retour à l'entraînement en amont de la troisième journée, il dispute ensuite la rencontre perdue 27 à 42 contre la France à domicile où il écope d'un carton jaune évitable. De retour au Leinster, il est d'abord éliminé de la Champions Cup 34 à 37 en demi-finale contre les Northampton Saints. Quelques jours plus tard, il est annoncé qu'il est convoqué pour la tournée des Lions britanniques et irlandais en Australie se déroulant durant l'été. Par la suite, sa province remporte son premier trophée depuis 2021 en battant largement les Bulls 32 à 7 en finale d'URC. Cette saison-là, il dispute quinze matchs, dont quatorze comme titulaire, et inscrit trois essais avec le Leinster. Durant la tournée des Lions, il honore sa première sélection avec cette équipe à l'occasion du premier test face à l'Australie le 19 juillet. Toutefois, il subit une blessure durant ce match et ne rejoue pas de la tournée. La série de test matchs est finalement remportée par son équipe par deux victoires à une.

## Statistiques

### En équipe nationale
Joe McCarthy compte 19 capes avec l'équipe d'Irlande dont 16 en tant que titulaire, depuis sa première sélection le 19 novembre 2022 face à l'Australie. Il inscrit 10 points, 2 essais.
Il participe à une édition de la Coupe du monde en 2023, disputant deux rencontres, dont une en tant que titulaire, et inscrivant un essai.

### Avec les Lions britanniques et irlandais
Joe McCarthy participe à la tournée des Lions britanniques et irlandais en 2025. Il prend part à un test match contre l'Australie et joue également trois matchs pour un essai marqué.

## Palmarès

### En province
- Finaliste de la Coupe d'Europe/Champions Cup en 2022 et 2024 avec le Leinster.
- Vainqueur du United Rugby Championship en 2025 avec le Leinster.

### En équipe nationale
- Vainqueur du Tournoi des Six Nations en 2024 avec l'équipe d'Irlande.
- Vainqueur de la Triple couronne en 2025 avec l'équipe d'Irlande.

### Distinctions personnelles
- Membre de l'équipe type du Tournoi des Six Nations en 2024.